# Quinematoscopi

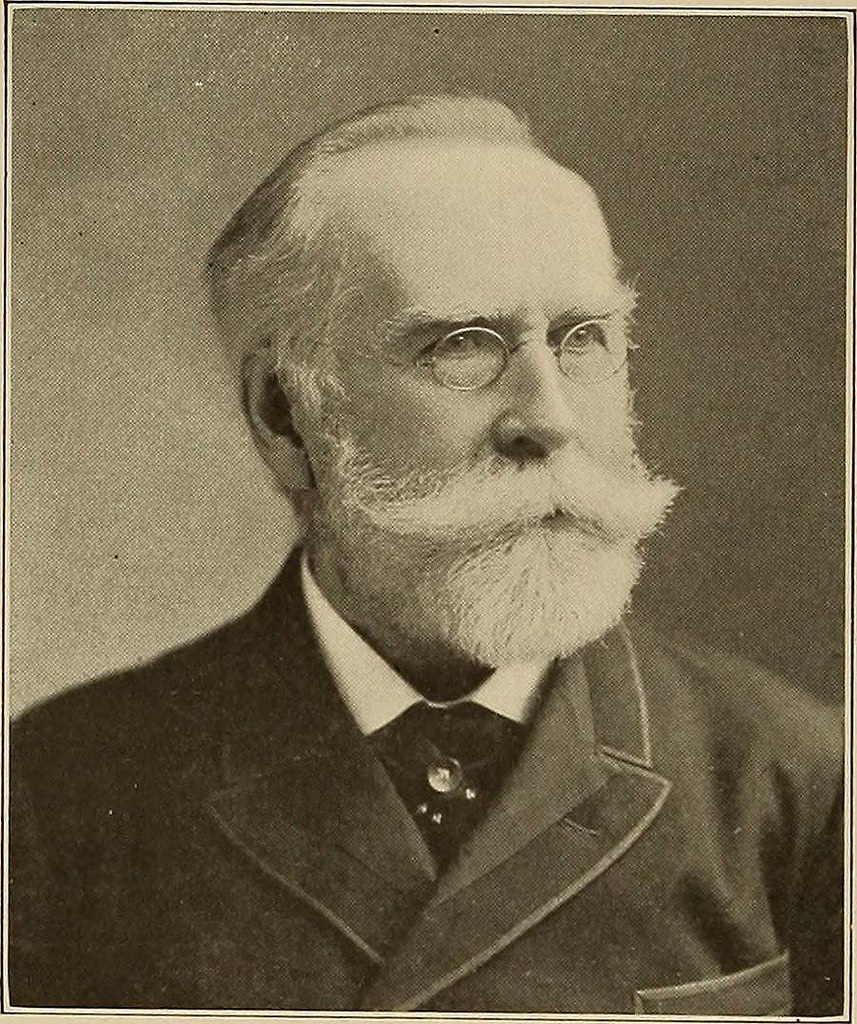
Retrat de l'inventor del quinematoscopi, Coleman Sellers II.

El quinematoscopi és un invent que pretenia donar la sensació de moviment, un antecent al cinema. Fou patentat el 1861 per Coleman Sellers II, enginyer i professor al Franklin Institute. Aquest aparell forma part dels tants invents del segle xix que pretenien presentar la il·lusió del moviment.
La patent va ser presentada com una "millora en l'exhibició d'imatges estereoscòpiques", és a dir, una evolució tecnològica dels ja molt presents jocs òptics perquè l'evolució no només buscava la tridimencionalitat, sinó que volia representar el moviment. L'aparell permetia veure una sèrie d'imatges fixes estereoscòpiques muntades en una roda giratòria, aquestes, passades a gran velocitat, creaven la il·lusió de moviment. Els resultats es mostraven a l'interior d'una capsa amb un visor estereoscòpic, sense ser projectades en una pantalla. L'invent té una influencia directa de l'estereoscopi, un joc òptic amb el qual és podia veure una imatge en 3D.

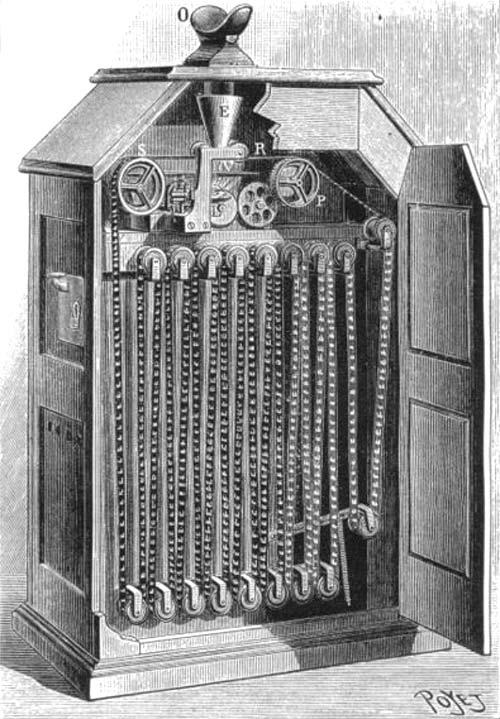
Il·lustració del quinetoscopi, desenvolupat per William Kennedy Laurie Dickson i patentat al 1891 per Edison.

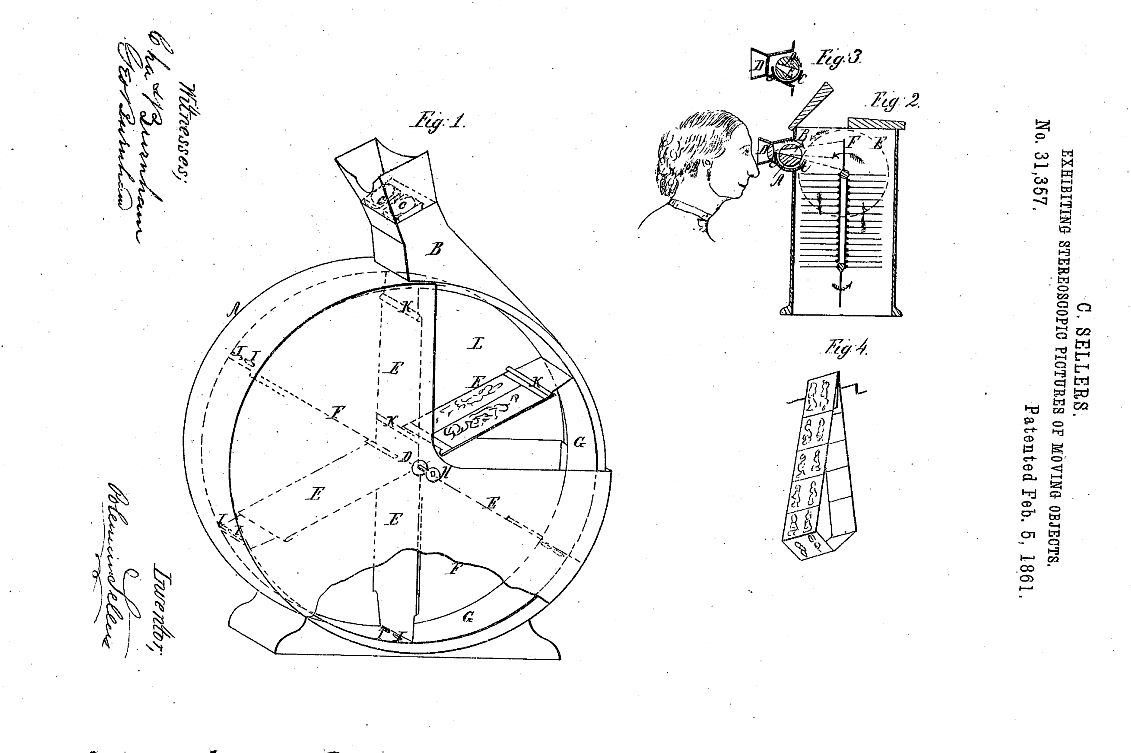
Esbós del quinematoscopi realitzat per Coleman Sellers II, aquest document acompanyava a la patent com a element visual d'aquesta.
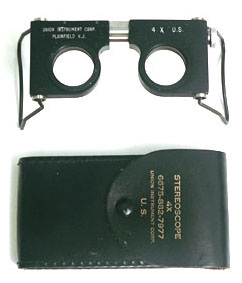
L'Estereoscopi era un aparell que amb el seu ús es podia visualitzar diferents imatges estereoscòpiques en tres dimensions.
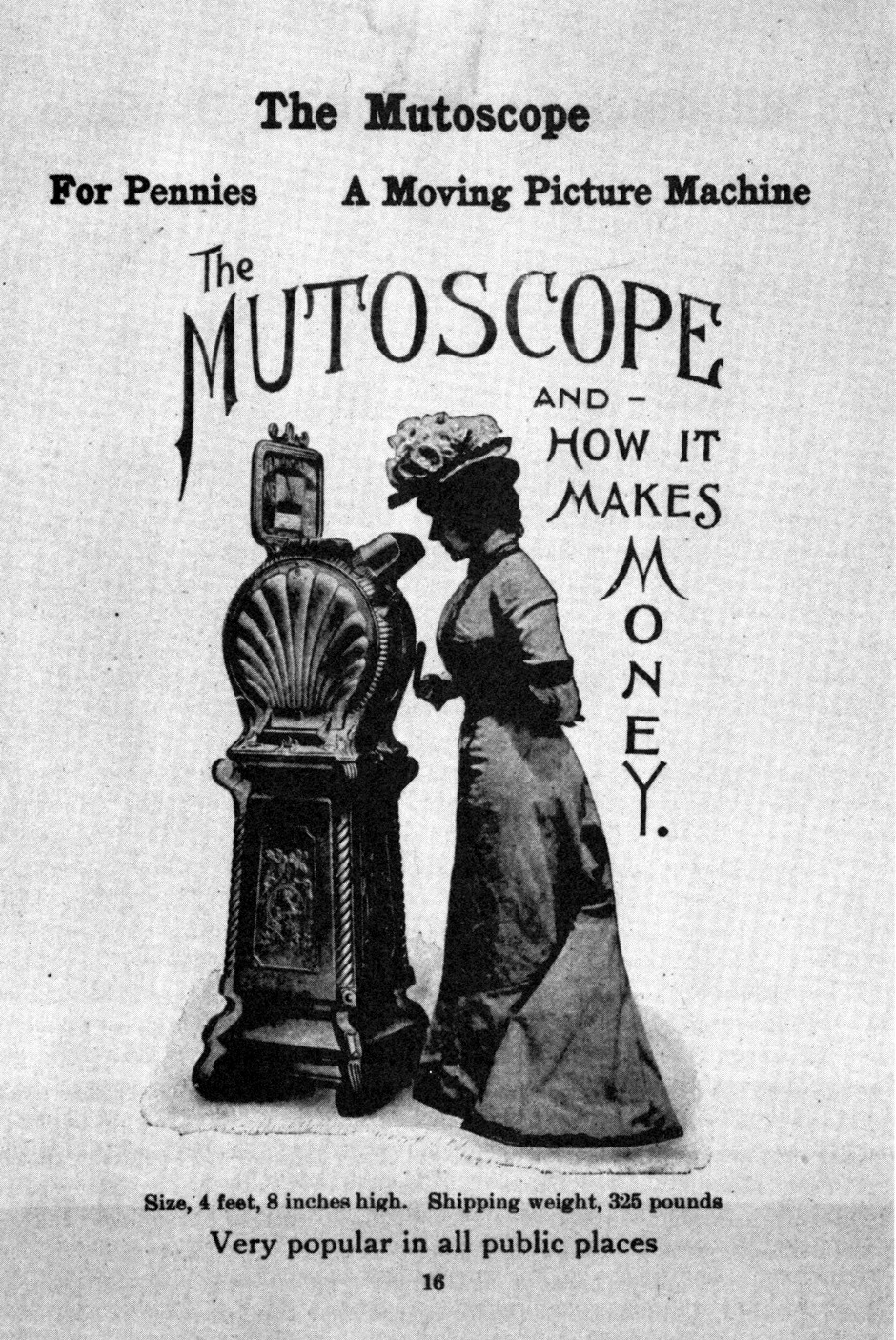
El mutoscopi fou un aparell de finals del s.XIX similar al quinematoscopi i al cinetoscopi.

Aquest aparell és considerat un dels primers invents tecnològics amb la capacitat de presentar la il·lusió del moviment de persones, alhora es presenta com l'antecedent al Quinetoscopi, un dels grans aparells dins la història del cinema.
Tot i les seves capacitats de significar un gran pas del desenvolupament tecnològic audiovisual, Sellers no va voler seguir amb els seus estudis referents al quinematoscopi durant molt de temps. Altres invents com el zoopraxiscopi o el cinetoscopi seguran completant la precinematografia del segle xix.